# Christof Riccabona
Christof Riccabona (* 5. Juli 1937) ist ein österreichischer Architekt und Autor.

## Leben
Christof Riccabona, geboren am 5. Juli 1937 in Wien, studierte Architektur an der Technischen Hochschule Wien, das er 1962 mit dem Titel eines Diplom-Ingenieurs abschloss. An derselben Hochschule veröffentlichte er 1968 eine Dissertation zum Thema Der verdichtete Flachbau – ein Weg zur Lösung des Stadtrandproblems. Riccabona war als Architekt vor allem in Wien tätig, wo er mehrere Wohnbauten, Dachausbauten  und Sanierungen plante. Charakteristisch für seine Architektur sind horizontale Fensterbänder mit dazwischenliegenden Öffnungen, die teilweise diagonal gesetzt sind. Seit 1985 beauftragen ihn die städtischen Wiener Friedhöfe mit allen Neubauten und Umgestaltungen von Aufbahrungshallen. Riccabona wirkte jahrelang als Professor und Abteilungsvorstand an der Höheren Technischen Bundeslehr- und Versuchsanstalt Wien III. Er ist Autor zahlreicher Sachbücher.

## Werke
- Karte mit allen Koordinaten:
- OSM |
- WikiMap

| Foto |                 | Baujahr   | Name                                                                  | Standort                                                                        | Beschreibung | Metadaten                  |
| ---- | --------------- | --------- | --------------------------------------------------------------------- | ------------------------------------------------------------------------------- | --- | -------------------------- |
| BW   | Datei hochladen | 1977–1979 | Sonderpädagogisches Zentrum für integrative Betreuung                 | Wien 22, Brioschiweg 1 Standort                                                 | Das Schulgebäude in Kagran, das Riccabona gemeinsam mit Manfred F. Resch plante, sollte laut Konzept ursprünglich vorübergehend als Volksschule dienen und dann in ein Wohnhaus umgewandelt werden. Der Turnsaal sollte als Mehrzwecksaal genutzt werden können. Diese Nutzungsänderung wurde jedoch nicht realisiert.                                                       | P84(Architekt): P131(Ort): |
| ja   | Datei hochladen | 1984–1986 | Zeremonienräume der Feuerhalle Simmering (Umgestaltung)               | Wien 11, Simmeringer Hauptstraße 337 Standort                                   | Die drei Zeremonienräume der von Architekt Clemens Holzmeister geplanten und 1922 eröffneten Feuerhalle Simmering wurden unter Mitwirkung Riccabonas umgestaltet und renoviert. | P84(Architekt): P131(Ort): |
| BW   | Datei hochladen | 1985–1986 | Innenraum der Aufbahrungshalle, Kaiserebersdorfer Friedhof            | Wien 11, Thürnlhofstraße 27 Standort                                            | Riccabona war für die Gestaltung des Aufbahrungsraums der nach Plänen von Gisela Muhrhofer neu errichteten Aufbahrungshalle am Kaiserebersdorfer Friedhof verantwortlich. An der linken Seitenwand befindet sich eine Urnenstele. Den Leib des Gekreuzigten am Altarkreuz gestaltete Rudolf Friedl.                                                                          | P84(Architekt): P131(Ort): |
| ja   | Datei hochladen | 1985–1986 | Städtische Wohnhausanlage Margaretenstraße 140                        | Wien 5, Margaretenstraße 140 / Amtshausgasse 2 Standort                         | Der sechsgeschoßige Gemeindebau in Hundsturm weist 51 Wohnungen auf. Die Fassade ist reichhaltig gegliedert. Die Mittelachse wird durch einen Eckrisalit mit turmartigem Aufbau hervorgehoben. | P84(Architekt): P131(Ort): |
| ja   | Datei hochladen | 1986–1987 | Aufbahrungshalle 1, Stammersdorfer Zentralfriedhof (Umgestaltung)     | Wien 21, Stammersdorfer Straße 244–260 Standort                                 | Die ehemalige Friedhofskapelle am Stammersdorfer Zentralfriedhof wurde generalsaniert und zur Aufbahrungshalle umgestaltet. Dabei wurde eine Sargversenkungseinrichtung für Erd- und Feuerbestattungen eingebaut. Das Altarkreuz ist ein Werk des Künstlers Hans Robert Pippal.                                                                                              | P84(Architekt): P131(Ort): |
| ja   | Datei hochladen | 1986–1987 | Innenraum der Aufbahrungshalle, Atzgersdorfer Friedhof (Umgestaltung) | Wien 23, Reklewskigasse 25 Standort                                             | Der Aufbahrungsraum der 1927 errichteten und zwischenzeitlich durch Josef Strelec und Erich Boltenstern umgebauten Aufbahrungshalle am Atzgersdorfer Friedhof wurde von Riccabona zeitgemäß umgestaltet. Dabei verwendete er die bereits vorhandenen Ausstattungsgegenstände.                                                                                                | P84(Architekt): P131(Ort): |
| ja   | Datei hochladen | 1986–1989 | Wohnhausanlage Humboldtplatz 8–9                                      | Wien 10, Humboldtplatz 8–9 / Scheugasse 12–16 Standort                          | Die Wohnhausanlage in Favoriten plante Riccabona gemeinsam mit dem Architekten Gustav Peichl. | P84(Architekt): P131(Ort): |
| BW   | Datei hochladen | 1987      | Aufbahrungsraum der Aufbahrungshalle, Hütteldorfer Friedhof (Umbau)   | Wien 14, Samptwandnergasse 6 Standort                                           | Die nach Plänen von Josef Strelec erbaute Aufbahrungshalle des Hütteldorfer Friedhofs war 1967 eröffnet wurde. Der Aufbahrungsraum war zuletzt von 1973 bis 1974 durch Erich Boltenstern umgestaltet worden. Riccabona zeichnete für die Renovierung des Aufbahrungsraumes verantwortlich. Dabei wurde die künstlerische Ausgestaltung ergänzt.                              | P84(Architekt): P131(Ort): |
| ja   | Datei hochladen | 1987–1988 | Aufbahrungshalle 2, Stammersdorfer Zentralfriedhof (Umgestaltung)     | Wien 21, Stammersdorfer Straße 244–260 Standort                                 | Beim Umbau der Aufbahrungshalle am Stammersdorfer Zentralfriedhof wurden deren beide Aufbahrungsräume zu einem großen Zeremonienraum zusammengelegt und die Altarwand in der Apsis mit einem Goldmosaik von Hermann Bauch versehen. | P84(Architekt): P131(Ort): |
| BW   | Datei hochladen | 1987–1988 | Innenraum der Aufbahrungshalle, Hetzendorfer Friedhof                 | Wien 12, Elisabethallee 2 Standort                                              | Der Neubau der Aufbahrungshalle am Hetzendorfer Friedhof erfolgte nach Plänen von Gisela Muhrhofer und Albert Zweymüller. Riccabona war für die Gestaltung des rund 65 m² großen Aufbahrungsraums verantwortlich. Dabei wurden ein Bronze-Altarkreuz von Hermann Bauch und eine Konsole für Urnen an der rechten Seitenwand integriert.                                      | P84(Architekt): P131(Ort): |
| ja   | Datei hochladen | 1988      | Aufbahrungshalle, Pfarrfriedhof Schwechat                             | Schwechat, Alanovaplatz 3 Standort                                              | Die Aufbahrungshalle befindet sich am Ostrand des Schwechater Pfarrfriedhofs. | P84(Architekt): P131(Ort): |
| ja   | Datei hochladen | 1989      | Wohnhaus Stolzenthalergasse 11–13                                     | Wien 8, Stolzenthalergasse 11–13 / Pfeilgasse 38 / Lisette-Model-Platz Standort | Das Wohngebäude in Altlerchenfeld ist ein siebengeschoßiges Eckhaus mit straßenseitigen Erkern und Balkonen. | P84(Architekt): P131(Ort): |
| ja   | Datei hochladen | 1990–1991 | Aufbahrungshalle, Hietzinger Friedhof (Umgestaltung)                  | Wien 13, Maxingstraße 15 Standort                                               | Riccabona zeichnete für die Renovierung und Umgestaltung der Aufbahrungshalle am Hietzinger Friedhof verantwortlich, die 1914 als Friedhofskapelle eröffnet und später mit Zubauten versehen worden war. | P84(Architekt): P131(Ort): |
| ja   | Datei hochladen | 1991      | Innenraum der Aufbahrungshalle, Jedleseer Friedhof (Umgestaltung)     | Wien 21, Audorfgasse 47 Standort                                                | Die Aufbahrungshalle des Jedleseer Friedhofs war 1926 eröffnet und in den 1960er Jahren durch Josef Strelec und Erich Boltenstern verändert worden. Bei der nunmehrigen Umgestaltung des Aufbahrungsraums durch Riccabona wurden die Apsis mit Gipselementen versehen, ein Flügelaltar und eine Urnenstele aufgestellt und weitere bauliche Veränderungen vorgenommen.       | P84(Architekt): P131(Ort): |
| ja   | Datei hochladen | 1996      | Aufbahrungshalle, Esslinger Friedhof                                  | Wien 22, Gartenheimstraße 34A Standort                                          | Die neue Aufbahrungshalle wurde nach einer Erweiterung des Esslinger Friedhofs erbaut. Im Zuge dessen wurden eine Urnenmauer errichtet und der Vorplatz umgestaltet. Der Zeremonienraum der Aufbahrungshalle ist 100 m² groß. | P84(Architekt): P131(Ort): |
| BW   | Datei hochladen | 1998      | Innenraum der Friedhofskapelle, Lainzer Friedhof (Umgestaltung)       | Wien 13, Würzburggasse 28 Standort                                              | Der Aufbahrungsraum in der 1936 nach Plänen von Karl Ehn erbaute Friedhofskapelle am Lainzer Friedhof wurde durch Riccabona renoviert und modernisiert. | P84(Architekt): P131(Ort): |
| ja   | Datei hochladen | 1998–2000 | Aufbahrungshalle, Strebersdorfer Friedhof                             | Wien 21, Anton-Haberzeth-Gasse 6 Standort                                       | Der Neubau der Aufbahrungshalle am Strebersdorfer Friedhof weist eine Decke und Türen aus grau lasierten Holz auf. Die Fußböden, der Altar und der Urnen- und Tumba-Tisch wurden mit Carrara-Marmor und Glas gestaltet. Die Glasfenster und die Altarflügel stammen von Helmut Margreiter. Zur Ausstattung gehören ferner Thonet-Sessel und Lampen aus vernickeltem Messing. | P84(Architekt): P131(Ort): |
| ja   | Datei hochladen | 1998–1999 | Park der Ruhe und Kraft                                               | Wien 11, Simmeringer Hauptstraße 234 Standort                                   | Der Park der Ruhe und Kraft auf dem Gelände des Wiener Zentralfriedhofs ist ein Landschaftspark, der in sechs Stationen gegliedert ist. Er wurde nach Grundsätzen der Geomantie angelegt. | P84(Architekt): P131(Ort): |
| ja   | Datei hochladen | 2001      | Aufbahrungshalle, Breitenleer Friedhof                                | Wien 22, Breitenleer Straße 231 Standort                                        | Der Aufbahrungsraum der neu errichteten Aufbahrungshalle des Breitenleer Friedhofs ist 72 m² groß und weist eine markante Deckenkonstruktion aus Holz auf. Die Fenster und das Hallentor sind mit bläulichem Glas gestaltet, der Fußboden ist aus Marmor. Das Glasmosaik an der Altarwand ist ein Werk von Helmut Margreiter.                                                | P84(Architekt): P131(Ort): |
| ja   | Datei hochladen | 2001      | Trauerpavillon, Wiener Zentralfriedhof                                | Wien 11, Simmeringer Hauptstraße 234 Standort                                   | Der Trauerpavillon am Wiener Zentralfriedhof befindet sich in erhöhter Lage inmitten des Bestattungsorts für totgeborene Babys. Der Pavillon hat eine Öffnung im Dach und beinhaltet einen Brunnenstein. | P84(Architekt): P131(Ort): |
| ja   | Datei hochladen | 2003–2005 | Buddhistischer Friedhof mit Stupa                                     | Wien 11, Simmeringer Hauptstraße 234 Standort                                   | Der Buddhistische Friedhof am Wiener Zentralfriedhof wurde von der Österreichischen Buddhistischen Religionsgesellschaft errichtet. Die Gartenanlage wurde in Anlehnung an ein Dharmachakra gestaltet. Der Stupa aus Beton, Edelstahl und Glas ist von Vorbildern in Sanchi und Anuradhapura beeinflusst.                                                                    | P84(Architekt): P131(Ort): |
| ja   | Datei hochladen | 2009      | Anatomie-Gedenkstätte                                                 | Wien 11, Simmeringer Hauptstraße 234 Standort                                   | Die Gedenkstätte am Wiener Zentralfriedhof wurde für Menschen errichtet, die ihren Leichnam für die medizinische Forschung zur Verfügung gestellt haben. Sie besteht aus einem Achteck aus ziegelrot gestrichenen Mauern mit Laternen im Zentrum. | P84(Architekt): P131(Ort): |

## Schriften
- Der verdichtete Flachbau – ein Weg zur Lösung des Stadtrandproblems. Dissertation. Technische Hochschule Wien, Wien 1968.
- Terrassenhäuser. Natürliche Terrassenbauformen, freie Terrassenbauformen, Terrassen als städtebauliches Element. 2., überarb. Auflage. Callwey, München 1974, ISBN 3-7667-0323-4 (Erstausgabe:  1972).
- Bebauungsdichte und Wohndichte. Jugend und Volk, Wien 1976.
- Althaussubstanz im Röntgenbild. Strukturelle Analyse des Althausbestandes. Forschungsgesellschaft für Wohnen, Bauen und Planen, Wien 1977.
- Wohnqualität. Bewertungsmodell für Wohnungen, Wohnanlagen und Standorte. Österreichisches Institut für Bauforschung, Wien 1977.
- Baukonstruktionslehre. 1. Rohbauarbeiten. 9. Auflage. Manz, Wien 2010, ISBN 978-3-7068-3908-2 (Erstausgabe:  1984).
- Baukonstruktionslehre. 2. Ausbauarbeiten. 9. Auflage. Manz, Wien 2011, ISBN 978-3-7068-4128-3 (Erstausgabe:  1985).
- Baukonstruktionslehre. 3. Haustechnik. 8. Auflage. Manz, Wien 2011, ISBN 978-3-7068-4129-0 (Erstausgabe:  1982).
- Baukonstruktionslehre. 4. Bauphysik. 9. Auflage. Manz, Wien 2013, ISBN 978-3-7068-4499-4 (Erstausgabe:  1981).
- Baukonstruktionslehre. 5. Sanierungen, Fertigteilbau und Fassaden, Industriehallen. 7. Auflage. Manz, Wien 2012, ISBN 978-3-7068-4266-2 (Erstausgabe:  1986).
- Häuser in Baulücken. Beispiele zur Fassadengestaltung. Müller, Köln-Braunsfeld 1985, ISBN 3-481-17181-1.
- Baustoffkunde. 3. Auflage. Manz, Wien 1997, ISBN 3-7068-0382-8 (Erstausgabe:  1992).
- Gebäude- und Gestaltungslehre. 1. Wohnbau. 3., überarb. Auflage. Manz, Wien 2002, ISBN 3-7068-1211-8 (Erstausgabe:  1995).
- Gebäude- und Gestaltungslehre. 2. Beherbergung, Verwaltung, Handel, Gewerbe, Industrie. 2. Auflage. Manz, Wien 2004, ISBN 3-7068-1847-7 (Erstausgabe:  1998).
- Baukonstruktion. 1. Grundlagen des Bauens, Darstellung und Planung, Bauphysik, Baustoffe, Baugrund, Bauelemente, technischer Ausbau. Manz, Wien 2015, ISBN 978-3-7068-4698-1.
- Baukonstruktion. 2. Grundlagen des Bauens und Bauelemente. Manz, Wien 2016, ISBN 978-3-7068-4855-8.